# Litterna-Halle
La Litterna-Halle est une patinoire couverte de Suisse et située à Viège, dans le canton du Valais.

## Histoire
Ouverte en 1979, elle accueille tous les matchs du HC Viège, pensionnaire actuel de LNB, jusqu'en 2019. Elle est ensuite remplacée par une construction neuve, la Lonza Arena. Elle a une capacité de 4300 places, dont 850 places assises. 